# Седов, Владимир Владимирович
Владимир Владимирович Седо́в (2 марта 1988, Уштобе, СССР — 26 июня 2023, Достык, Жетысуская область) — казахстанский тяжелоатлет. Заслуженный мастер спорта Республики Казахстан. Участник Олимпиады 2008 года, четырёхкратный чемпион Казахстана, рекордсмен чемпионата Казахстана 2010 года (413 кг). За успешные выступления награждён Орденом «Курмет».

## Биография
В семье Седовых четверо детей, попал в спортивный зал с юных лет, старший брат Владимира Седова — Сергей Седов занимается тренерской деятельностью, был тренером Федерации тяжёлой атлетики Алматинской области, сейчас является старшим тренером мужской сборной Республики Казахстан по тяжёлой атлетике.

## Спортивные достижения
- В 2005 стал лучшим штангистом чемпионата Азии в 2005 году среди юношей
- В 2005 рекордсмен мира среди юношей в категории до 77 кг (рывок 153 кг)
- В 2005 году стал золотым призёром Молодёжных игр Казахстана
- В 2006 году первое место на чемпионате Республики Казахстан
- В 2008 году первое место на чемпионате Республики Казахстан
- В 2008 году занял в финале XXIX летних Олимпийских игр в весовой категории 85 кг четвёртое место, в рывке поднял штангу весом 180 кг, затем в толчке 200 кг (380 кг). При подсчете общих очков, находясь наравне с армянским тяжелоатлетом, уступил ему бронзу, так как оказался тяжелее последнего.
- В 2008 установил рекорд Азии среди юниоров (в рывке 180 кг) на Олимпийских играх в Пекине
- В 2009 году стал чемпионом мира на Чемпионате мира в Корее, общий результат составил 402 килограмма (185 кг рывок и 217 кг толчок)
- В 2010 году на Чемпионате Казахстана занял первое место, в рывке и в сумме показал результаты, превышающие мировой рекорд (последовательно 189 кг и 191 кг, 222 кг — сумма 413 кг), которые не стали таковыми из-за отсутствия международного статуса данных соревнований (только как рекорд Казахстана).
- В 2010 году на чемпионате мира 2010 года в Анталье не смог защитить прошлогодний титул из-за травмы бедра, полученной накануне соревнований, занял 6 место, взял малую бронзу в рывке.
- В 2011 году стал чемпионом Казахстана на Чемпионате Казахстана 2011 года.
- В 2011 году стал серебряным призёром на Чемпионате Азии 2011 года в Тунлине
- В 2013 году на чемпионате мира 2013 года во Вроцлаве стал бронзовым призёром.
- В 2014 году на Чемпионате мира 2014 года повторил мировой рекорд, установленный ещё в прошлом веке — 188 килограммов, выиграл малую золотую медаль, также стал серебряным призёром чемпионата
- В 2016 году на Чемпионате Азии 2016 года занял первое место с общим результатом в 386 килограммов в рывке 175 килограммов, а в толчке — 211 килограммов, также завоевал параллельно ещё малые золотые медали.

Выступал за Алматинскую область.

## Допинговый скандал
13 июля 2016 года Международный олимпийский комитет при содействии Всемирного антидопингового агентства перепроверил допинг-пробу Владимира Седова сданную им на Олимпиаде в Пекине. Исследование показало наличие станозолола в пробах «А» и «Б».
24 августа 2016 года Международная федерация тяжёлой атлетики сообщила о неблагоприятных результатах повторных анализов допинг-проб взятых у спортсмена на Олимпийских играх в Пекине в 2008 году. В пробе был найден анаболический стероидный препарат Станозолол.
4 декабря 2019 года IWF официально аннулировала все титулы казахстанского штангиста Владимира Седова с 2008 по 2016 год.
26 июня 2023 года покончил жизнь самоубийством.

## Звания и награды
- Заслуженный мастер спорта Республики Казахстан
- Мастер спорта международного класса
- За успешные выступления награждён Орденом «Курмет»